# Brullemail
Brullemail est une commune française, située dans le département de l'Orne en région Normandie, peuplée de 92 habitants.

## Géographie
| La Genevraie, Saint-Léonard-des-Parcs | La Genevraie      | Ferrières-la-Verrerie |
| Saint-Léonard-des-Parcs               | Brullemail        | Ferrières-la-Verrerie |
| Gâprée                                | Gâprée, Courtomer | Courtomer             |

### Hydrographie
La commune est traversée par la ligne de partage des eaux entre les bassins hydrographiques Seine-Normandie et Loire-Bretagne. Elle est drainée par le Don, le ruisseau de Brullemail, le ruisseau de la Genevraie et le Surgoutte,,.
Le Don, d'une longueur de 30 km, prend sa source dans la commune  et se jette  dans l'Orne à Almenêches, après avoir traversé dix communes. 

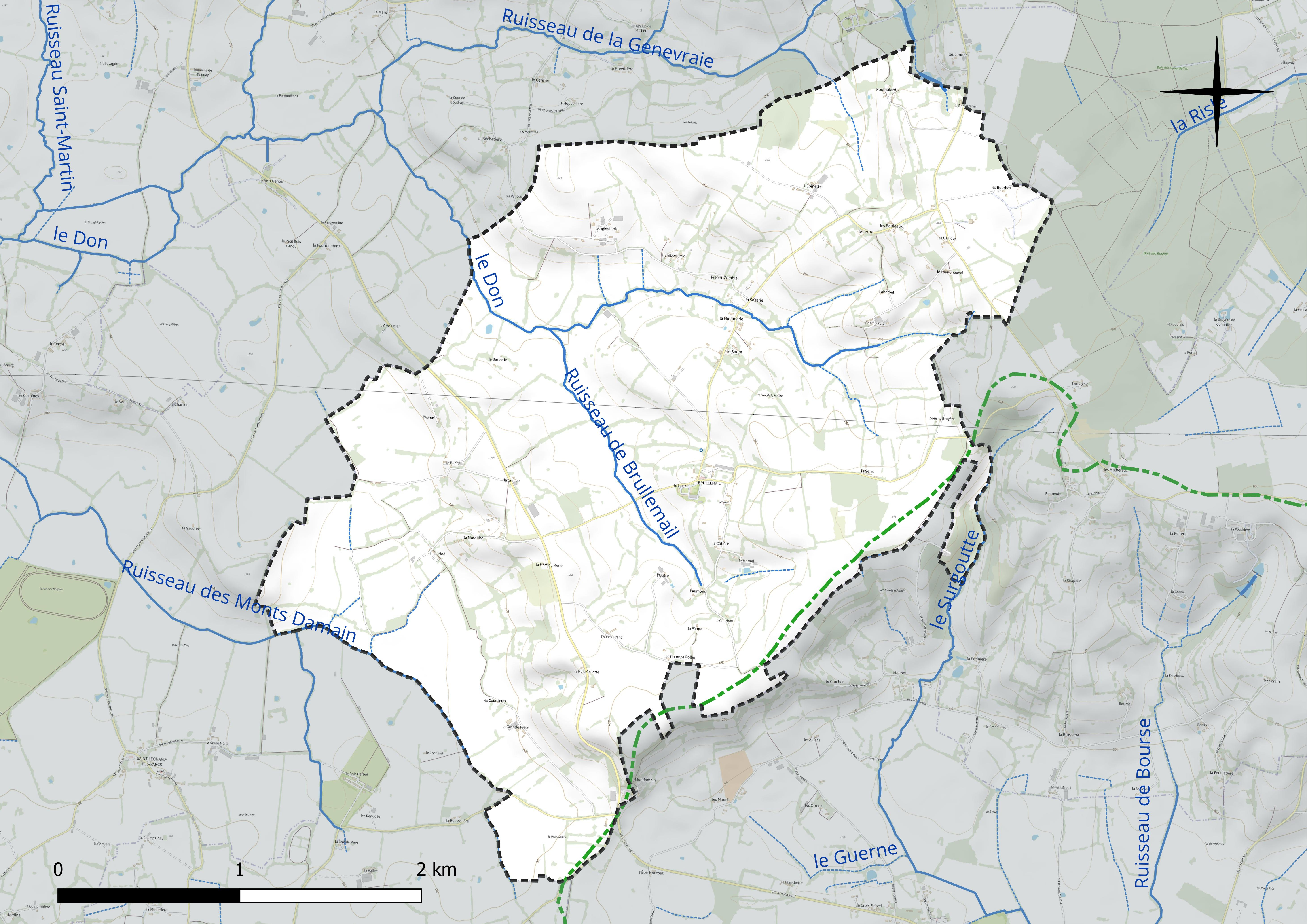
Réseau hydrographique de Brullemail.

### Climat
Pour des articles plus généraux, voir Climat de la Normandie et Climat de l'Orne.
En 2010, le climat de la commune est de type climat océanique dégradé des plaines du Centre et du Nord, selon une étude du CNRS s'appuyant sur une série de données couvrant la période 1971-2000. En 2020, Météo-France publie une typologie des climats de la France métropolitaine dans laquelle la commune est exposée à un climat océanique altéré et est dans la région climatique Normandie (Cotentin, Orne), caractérisée par une pluviométrie relativement élevée (850 mm/a) et un été frais (15,5 °C) et venté. Parallèlement le GIEC normand, un groupe régional d’experts sur le climat, différencie quant à lui, dans une étude de 2020, trois grands types de climats pour la région Normandie, nuancés à une échelle plus fine par les facteurs géographiques locaux. La commune est, selon ce zonage, exposée à un « climat des plateaux abrités », se caractérisant par une pluviométrie et des contraintes thermiques modérées mais aussi, par effet de continentalité, des températures plus contrastées qu'au nord dans la plaine de Caen, avec communément 10 à 15 jours par an de plus de froid en hiver et de chaleur en été.
Pour la période 1971-2000, la température annuelle moyenne est de 9,8 °C, avec une amplitude thermique annuelle de 14,4 °C. Le cumul annuel moyen de précipitations est de 841 mm, avec 12,7 jours de précipitations en janvier et 8,1 jours en juillet. Pour la période 1991-2020, la température moyenne annuelle observée sur la station météorologique la plus proche, située sur la commune du Merlerault à 6 km à vol d'oiseau, est de 0,0 °C et le cumul annuel moyen de précipitations est de 0,0 mm,. Pour l'avenir, les paramètres climatiques de la commune estimés pour 2050 selon différents scénarios d’émission de gaz à effet de serre sont consultables sur un site dédié publié par Météo-France en novembre 2022.

## Urbanisme

### Typologie
Au 1er janvier 2024, Brullemail est catégorisée commune rurale à habitat très dispersé, selon la nouvelle grille communale de densité à sept niveaux définie par l'Insee en 2022.
Elle est située hors unité urbaine et hors attraction des villes,.

### Occupation des sols
L'occupation des sols de la commune, telle qu'elle ressort de la base de données européenne d’occupation biophysique des sols Corine Land Cover (CLC), est marquée par l'importance des territoires agricoles (99,9 % en 2018), une proportion identique à celle de 1990 (99,9 %). La répartition détaillée en 2018 est la suivante : 
prairies (71,2 %), terres arables (27,1 %), zones agricoles hétérogènes (1,6 %), forêts (0,1 %). L'évolution de l’occupation des sols de la commune et de ses infrastructures peut être observée sur les différentes représentations cartographiques du territoire : la carte de Cassini (XVIIIe siècle), la carte d'état-major (1820-1866) et les cartes ou photos aériennes de l'IGN pour la période actuelle (1950 à aujourd'hui).

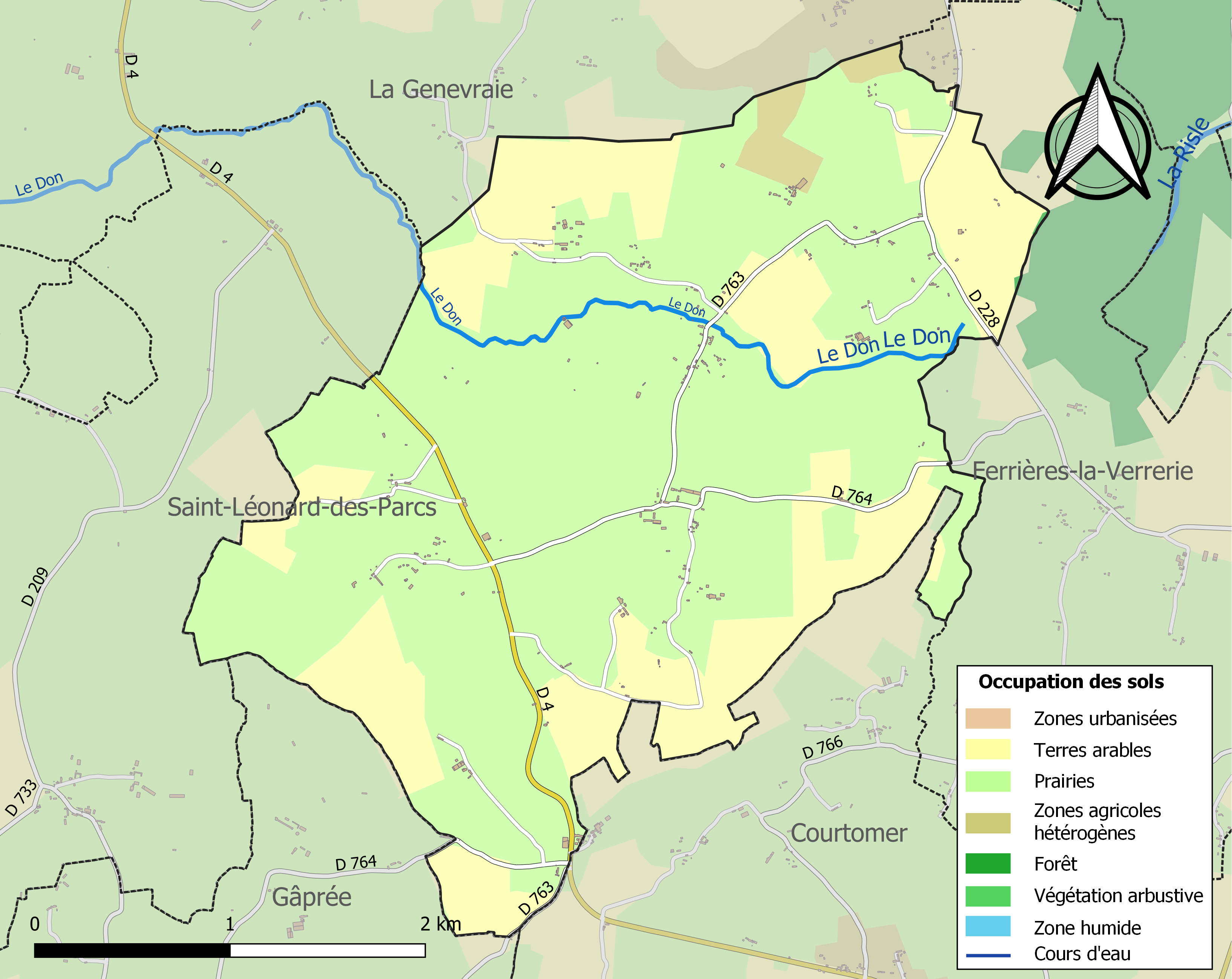
Carte des infrastructures et de l'occupation des sols de la commune en 2018 (CLC).

## Toponymie
Le nom de la localité est attesté sous la forme Brogilo Amari vers 1060.
Le toponyme est issu du bas latin bogilus (à l'origine du français breuil), « petit bois » et de l'anthroponyme germanique Ademarus.
Le gentilé est Brullemaillais.

## Histoire
En 1821, Brullemail (447 habitants) absorbe La Mussoire (129 habitants), à l'ouest de son territoire.

## Politique et administration
| Période                                  | Période  | Identité             | Étiquette | Qualité     |
| ---------------------------------------- | -------- | -------------------- | --------- | ----------- |
| 1990                                     | 2002     | Christian Teissèdre  | SE        | Agriculteur |
| septembre 2002                           | En cours | Geoffroy de La Ferté | SE        | Agriculteur |
| Les données manquantes sont à compléter. |          |                      |           |             |

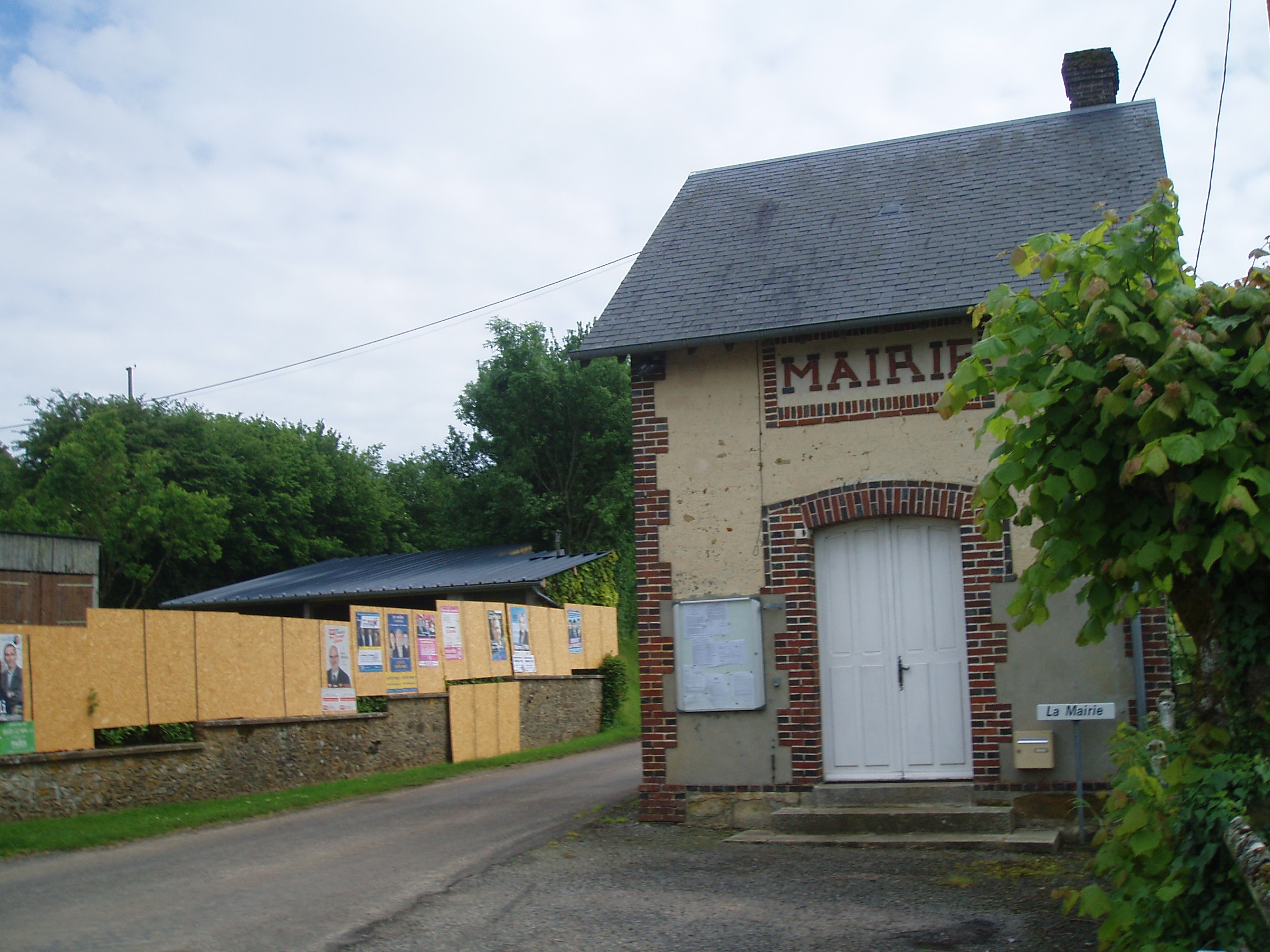
La mairie.

Le conseil municipal est composé de onze membres dont le maire et un adjoint.

## Démographie
L'évolution du nombre d'habitants est connue à travers les recensements de la population effectués dans la commune depuis 1793. Pour les communes de moins de 10 000 habitants, une enquête de recensement portant sur toute la population est réalisée tous les cinq ans, les populations de référence des années intermédiaires étant quant à elles estimées par interpolation ou extrapolation. Pour la commune, le premier recensement exhaustif entrant dans le cadre du nouveau dispositif a été réalisé en 2006.
En 2022, la commune comptait 92 habitants, en évolution de −4,17 % par rapport à 2016 (Orne : −3,21 %, France hors Mayotte : +2,11 %).Brullemail a compté jusqu'à 532 habitants en 1841 mais les deux communes de Brullemail et La Mussoire, fusionnées en 1821, totalisaient 636 habitants en 1806 (respectivement 489 et 147).
| 1793 | 1800 | 1806 | 1821 | 1836 | 1841 | 1846 | 1851 | 1856 |
| ---- | ---- | ---- | ---- | ---- | ---- | ---- | ---- | ---- |
| 450  | 485  | 489  | 447  | 494  | 532  | 483  | 436  | 403  |

| 1861 | 1866 | 1872 | 1876 | 1881 | 1886 | 1891 | 1896 | 1901 |
| ---- | ---- | ---- | ---- | ---- | ---- | ---- | ---- | ---- |
| 405  | 346  | 325  | 318  | 294  | 266  | 250  | 265  | 242  |

| 1906 | 1911 | 1921 | 1926 | 1931 | 1936 | 1946 | 1954 | 1962 |
| ---- | ---- | ---- | ---- | ---- | ---- | ---- | ---- | ---- |
| 217  | 229  | 213  | 221  | 228  | 220  | 180  | 201  | 177  |

| 1968 | 1975 | 1982 | 1990 | 1999 | 2006 | 2011 | 2016 | 2021 |
| ---- | ---- | ---- | ---- | ---- | ---- | ---- | ---- | ---- |
| 159  | 135  | 92   | 80   | 97   | 108  | 106  | 96   | 92   |

| 2022 | - | - | - | - | - | - | - | - |
| ---- | - | - | - | - | - | - | - | - |
| 92   | - | - | - | - | - | - | - | - |

| 1793 | 1800 | 1806 | 1821 |
| ---- | ---- | ---- | ---- |
| 156  | 134  | 147  | 129  |

## Lieux et monuments
- L'église Saint-Victor date du XVIIIe siècle.
- L'ancienne église Saint-Pierre de La Mussoire, du XIVe siècle, a été transformée en grange[30],[31].
- Château de Brullemail, du XVIIIe.
- Ferme de l'église, du XVIIIe.
- Émetteur pour TV et FM sur les monts d'Amain, hauteur de pylône : 200 mètres.

## Personnalités liées à la commune
- Jacques Chagrin de Brullemail (1783 à Brullemail - 1839), homme politique, député de l'Orne.